# Campana (Włochy)
Campana – miejscowość i gmina we Włoszech, w regionie Kalabria, w prowincji Cosenza.
Według danych na rok 2004 gminę zamieszkiwały 2633 osoby, 25,6 os./km².